# Габријела (Анкона)
Габријела је насеље у Италији у округу Анкона, региону Марке.
Према процени из 2011. у насељу је живело 49 становника. Насеље се налази на надморској висини од 77 м.